# Таинственный доктор
«Таинственный доктор» (фр. Le docteur mycterieux) — историко-мистический роман французского писателя Александра Дюма-отца, впервые опубликованный в 1870 году. Его продолжением стал роман «Дочь маркиза» (1872).

## Сюжет и история текста
Действие романа происходит в 1785—1793 годах во французской провинции Берри. Врач Жак Мери, известный своей готовностью лечить бедняков, находит в лесу брошенную девочку, практически не умеющую говорить, даёт ей имя Ева и пытается вернуть к нормальной жизни. Ему это удаётся, с годами он влюбляется в Еву, и та отвечает ему взаимностью. Однако позже выясняется, что Ева — дочь маркиза, поместье которого расположено поблизости. Маркиз её забирает и запрещает ей встречаться с доктором.
«Таинственный доктор» был впервые опубликован в 1870 году в газете Le Siecle. В 1872 году, когда Дюма уже не было в живых, роман вышел отдельной книгой в издательстве Paris Michel Levy freres. Его продолжением стал роман «Дочь маркиза» (1872), действие которого разворачивается во время революционного террора.